# 严慧秀
严慧秀（1928年—2016年9月26日），中国电影早期演员，民国时期女明星，影名凤凰。

## 生平
生于上海，祖籍浙江慈溪，费市严家之后。早年即为上海著名童星，1939年，年仅11岁，出演舒適与周璇主演影片《李三娘》，虽在影片中为配角扮演李三娘之子“咬脐郎”，但已声名鹊起走红影坛，成为与胡蓉蓉、陈娟娟齐名的三大童星之一。民国时著名的国华影片公司，凡拍摄影片角色中有儿童者，中几乎所有的小孩角色者，皆由严慧秀出演。张石川因此为其起的艺名“凤凰”，希翼其比当红影星胡蝶飞得更高远。
1946年18岁时，嫁入民国影业著名家族柳氏，成为柳中亮長子柳和锵的妻子，而另一名演员王丹凤则嫁给了二子柳和清。严成家后，仅出演了两部电影即息影，持家相夫教子。
1949年，严再度出影，初在上海几所私营影片公司任演员，出演了两部电影。公私合营后，入上海电影制片厂。1958年，严才先后出演电影《鲁班的传说》、《长虹号起义》、《乔老爷上轿》等。1964年夫柳和锵去世。文革期间，严受到冲击，1975年与舒適结婚。1990年，出演其电影生涯最后一部作品《传国秘诏》。
凤凰于2016年9月26日下午2：21分在上海瑞金医院卢湾分院逝世，享年88岁。

## 代表作品
- 1939年：《小侠女》、《李三娘》
- 1940年：《黑天堂》中饰演“小顺子”，《西厢记》中饰演“欢郎”，《李阿毛与僵尸》，《李阿毛与东方朔》
- 1941年：《梅妃 》中饰演“梅妃 ”本人
- 1942年：《金玉满堂》
- 1954年：《雾夜情杀案》中饰演“盲女小玲”
- 1958年：《钢城虎将》中饰演“林素华”，《无名英雄》中饰演“小凤”，《鲁班的传说》中饰演“巧儿”
- 1959年：《香飘万里》中饰演技术员，《乔老爷上轿》中饰演“黄丽娟”
- 1961年：《英雄小八路》中饰演“林老师”
- 1963年：《蚕花姑娘》中饰演“月娟”
- 1988年：《传国密诏》[1]

## 相关书籍
- 今有专著《时光倒流——舒适，凤凰》，记录舒适和凤凰的人生，2006年1月出版，ISBN 7-80148-869-5[5]。